# Familias en Hollyoaks
Familias ficticias de la serie británica Hollyoaks.

## Familias

### Los McQueen
| Actor                  | Personaje                | Trabajo     | Episodios | Duración                 | Estado | Notas                                                                |
| ---------------------- | ------------------------ | ----------- | --------- | ------------------------ | ------ | -------------------------------------------------------------------- |
| -                      | Queenie McQueen          | -           | -         | -                        | Viva   | Hija de Billy y Edna, madre de Marlena                               |
| -                      | Matthew McQueen          | -           | -         | -                        | Viva   | esposo de Queenie, padre de Marlena                                  |
| -                      | Marguerite McQueen       | -           | -         | -                        | -      | hermana de Marlena, madre de Victor, Myra y Valene.                  |
| Diane Langton          | Marlena McQueen          | Retirada    | -         | 2007-2009,2012-presente  | Viva   | madre de Myra, Kat, Philomena, Jed, Joanne, Reenie y Louis.          |
| Moya Brady             | Breda McQueen            | -           | -         | 2018 - presente          | Viva   | madre de Goldie y Sylver                                             |
| -                      | Reggie                   | -           | -         | -                        | -      | padre de Myra                                                        |
| Nicole Barber          | Myra McQueen             | Limpiadora  | 439       | 2006-2013, 2014-presente | Viva   | madre de Niall, John Paul, Jacqui, Mercedes, Tina, Carmel y Michaela |
| -                      | Valene McQueen           | -           | -         | -                        | -      | madre de Goldie                                                      |
| Alison Burrows         | Kathleen McQueen         | -           | 33        | 2009-2011, 2014          | Viva   | hija de Marlena "Nana", madre de Theresa                             |
| Zöe Lucker             | Doreen "Reenie" McQueen  | -           | 63        | 2015 - 2016              | Viva   | hija de Marlena McQueen, madre de Porsche, Celine y Cleo             |
| -                      | Louis McQueen            | -           | -         | -                        | -      | hijo de Marlena "Nana" McQueen, padre de Louis Jr.                   |
| Simon Cassidy          | Ricky Bowen              | -           | -         | -                        | Vivo   | padre de John, Ricky, Carmel y Michaela McQueen                      |
| Chelsee Healey         | Goldie McQueen           | -           | -         | 2016 - presente          | Viva   | prima de Myra, madre de Hunter y Prince                              |
| David Tag              | Sylver McQueen           | -           | -         | 2018 - presente          | Vivo   | medio hermano de Goldie                                              |
| -                      | Victor McQueen           | -           | -         | -                        | Vivo   | primo de Myra, Kathleen, Doreen y Louis, padre de Bart               |
| -                      | Joan McQueen             | -           | -         | -                        | Muerta | esposa de Victor                                                     |
| Barry Sloane           | Niall Rafferty           | Peluquero   | 85        | 2007 - 2008              | Muerto | hijo de Myra McQueen y Martin Brownlow                               |
| Claire Cooper          | Jacqui McQueen           | Camarera    | 523       | 2006 - 2013              | Viva   | hija de Myra McQueen y Billy Alexander                               |
| Jennifer Metcalfe      | Mercedes McQueen         | -           | 647       | 2006 - presente          | Viva   | hija de Myra y Billy, hermana de Jacqui                              |
| Gemma Merna            | Carmel McQueen           | Cosmetóloga | 566       | 2006 - 2014              | Muerta | hija de Myra y Ricky Bowen                                           |
| Hollie-Jay Bowes       | Michaela McQueen         | Periodista  | 277       | 2006 - 2012              | Viva   | hija de Myra y Ricky Bowen                                           |
| James Sutton           | John Paul McQueen        | -           | 473       | 2006-2008,2012-2017      | Vivo   | hija de Myra y Ricky Bowen                                           |
| Leah Hackett           | Tina McQueen             | Asistente   | 63        | 2006 - 2008              | Muerta | hija de Myra y Marvin Bassman                                        |
| Harlow Mia Jones       | Carmina McQueen          | Bebé        | -         | 2017 - presente          | Viva   | hija de Myra y Diego Martinez                                        |
| Jorgie Porter          | Theresa McQueen          | Asistente   | 599       | 2008 - 2014, 2014 - 2016 | Viva   | hija de Kathleen y Billy Alexander                                   |
| Jonny Clarke           | Bart McQueen             | -           | 229       | 2010 - 2013, 2017        | Muerto | hijo de Victor                                                       |
| Bryan Parry            | Louis McQueen            | Soldado     | 5         | 2013                     | Vivo   | primo de Theresa                                                     |
| Amy Walsh              | Jennifique McQueen       | -           | -         | 2011                     | Viva   | hija de Angela                                                       |
| Twinnie Lee Moore      | Porsche McQueen          | -           | 102       | 2014 - 2015              | Viva   | hija de Reenie y Derek Clough, hermana de Celine y Chloe             |
| Sarah George           | Celine McQueen           | Enfermera   | 190       | 2014 - 2016              | Muerta | hija de Reenie, hermana de Chloe, media hermana de Porsche           |
| Nadine Mulkerrin       | Cleopatra "Cleo" McQueen | -           | -         | 2015 - presente          | Viva   | hija de Reenie, hermana de Celine, media hermana de Porsche          |
| Mandip Gill            | Phoebe McQueen           | Mecánica    | 241       | 2012 - 2015              | Muerta | hija de Mel Jackson, hija adoptiva de Jacqui y Rhys Ashworth         |
| Theo Graham            | Hunter McQueen           | -           | -         | 2016 - presente          | Vivo   | hijo de Goldie, hermano de Prince                                    |
| Malique Thompson-Dwyer | Prince McQueen           | -           | -         | 2016 - presente          | Vivo   | hijo de Goldie, hermano de Hunter                                    |
| Brayden Mawdsley       | Max McQueen              | -           | -         | 2008 - 2009              | Vivo   | hijo de Tina y Russ Owen                                             |
| Nieve Grandison        | Kathleen-Angel McQueen   | -           | -         | 2010 - 2016              | Viva   | hija de Theresa y Calvin Valentine                                   |
| -                      | Myra-Pocahontas McQueen  | -           | -         | 2014 - 2016              | Viva   | hija de Theresa y Dodger Savage                                      |
| Jakob Chialton         | Bobby McQueen            | -           | -         | 2011 - 2012              | Vivo   | hijo de Mercedes y Riley Costello                                    |
| -                      | Gabriel McQueen          | -           | -         | -                        | Muerto | hijo de Mercedes y Joe Roscoe                                        |
| Connor Birchall        | Matthew McQueen          | -           | -         | 2012 - 2017              | Vivo   | hijo de John Paul y Chloe Chance                                     |

### Los Fox
| Actor                | Personaje       | Trabajo           | N.º de Episodios | Duración                     | Estado | Notas                                                       |
| -------------------- | --------------- | ----------------- | ---------------- | ---------------------------- | ------ | ----------------------------------------------------------- |
| Jamie Lomas          | Warren Fox      | ex-Dueño del Club | 454              | 2006 - 2011, 2016 - 2017     | Vivo   | hermano de Katy, padre de Joel, Sebastian y Sophie          |
| Hannah Tointon       | Katy Fox        | Estudiante        | 26               | 2007 - 2008                  | Muerta | hermana de Warren, hermana adoptiva de Spencer, tía de Joel |
| Darren John Langford | Spencer Gray    | ex-Dueño del Club | 83               | 2008 - 2010                  | Vivo   | hermano adoptivo de Warren y Katy                           |
| Rory Douglas-Speed   | Joel Dexter     | Dueño del Club    | -                | 2011 - 2012, 2016 - presente | Vivo   | hijo de Warren y Marie                                      |
| Oakley               | Sebastian Blake | Bebé              | -                | 2017 - presente              | Vivo   | hijo de Warren y Sienna Blake, medio hermano de Joel        |
| Lottie               | Sophie Blake    | Bebé              | -                | 2017                         | Viva   | hija de Warren y Sienna Blake, media hermana de Joel        |

### Los Ashworth
| Actor           | Personaje                 | Trabajo    | N.º de Episodios | Duración          | Estado | Notas                                                       |
| --------------- | ------------------------- | ---------- | ---------------- | ----------------- | ------ | ----------------------------------------------------------- |
| John Jardine    | Bill Asworth              | -          | -                | 2005 - 2006, 2007 | Vivo   | padre de Neville y Noel                                     |
| Jim Millea      | Neville "Nev" Ashworth    | Empresario | -                | 2005 - 2010       | Vivo   | padre de Hannah y Josh                                      |
| Craig Cheetham  | Noel Ashworth             | -          | -                | 2007              | Muerto | padre de Rhys y Beth                                        |
| Suzanne Hall    | Suzanne Fletcher-Ashworth | Enfermera  | -                | 2005 - 2010, 2011 | Viva   | madre de Rhys, Josh, Hannah, Jack y Francine                |
| Emma Rigby      | Hannah Asworth            | Estudiante | -                | 2005 - 2010       | Viva   | hija de Neville y Suzanne Fletcher                          |
| Sonny Flood     | Joshua "Josh" Ashworth    | Estudiante | -                | 2005 - 2010       | Vivo   | hijo de Neville y Suzane, hermano de Hannah                 |
| Andrew Moss     | Rhys Ashworth             | Camarero   | 467              | 2005 - 2012, 2014 | Muerto | hijo de Noel y Suzanne Fletcher                             |
| Sinéad Moynihan | Beth Clement              | -          | -                | -                 | Muerta | hija de Noel y Mary Clement                                 |
| Mandip Gill     | Phoebe McQueen            | Estudiante | 242              | 2012 - 2015       | Muerta | hija de Mel Jackson, hija adoptiva de Rhys y Jacqui McQueen |
| -               | Kathy O'Connor            | -          | -                | 2013 - 2014       | Muerta | hija de Rhys y Sinead O'Connor                              |

### Los Longford
| Actor                       | Personaje            | Trabajo    | N.º de Episodios | Duración    | Estado | Notas                                    |
| --------------------------- | -------------------- | ---------- | ---------------- | ----------- | ------ | ---------------------------------------- |
| Georgina Hale               | Blanche Longford     | -          | 7                | 2010, 2011  | Viva   | madre de Alistair                        |
| Terence Harvey              | Alistair Longford    | Retirado   | 14               | 2010        | Muerto | hijo de Blanche, padre de Teddy          |
| -                           | Pamela Longford      | -          | -                | -           | -      | exesposa de Alistair, madre de Teddy     |
| -                           | Teddy Longford       | -          | -                | -           | -      | hijo de Alistair, padre de India y Texas |
| Sandy Hendrickse            | Melody Longford      | Cantante   | 7                | 2010 - 2011 | Viva   | esposa de Teddy, madre de India y Texas  |
| Beth Kingston               | India Longford       | Camarera   | 96               | 2009 - 2010 | Muerta | hija de Teddy y Melody, hermana de Texas |
| Bianca Hendrickse-Spendlove | Texas "Tex" Longford | Estudiante | 219              | 2010 - 2013 | Muerta | hija de Teddy y Melody, hermana de India |

### Los Cunningham
| Actor            | Personaje          | Trabajo             | Episodios | Duración                                  | Estado | Notas                                               |
| ---------------- | ------------------ | ------------------- | --------- | ----------------------------------------- | ------ | --------------------------------------------------- |
| Bernard Latham   | Gordon Cunningham  | Empresario          | 20        | 1995 - 2004, 2008                         | Muerto | padre de Tom, Max, Jude, Dawn y Cindy               |
| -                | Benny Cunningham   | -                   | -         | -                                         | Vivo   | primo de Gordon                                     |
| Kathryn George   | Helen Cunningham   | -                   | -         | 1997 - 2004                               | Muerta | esposa de Gordon, madre de Tom                      |
| Liz Stooke       | Angela Cunningham  | -                   | 46        | 1995 - 1999, 2004, 2006, 2008             | Muerta | madre de Max, Jude, Dawn y Cindy                    |
| Ellis Hollins    | Tom Cunningham     | Estudiante          | -         | 1999 - presente                           | Vivo   | hijo de Gordon y Helen Cunningham                   |
| Matt Littler     | Max Cunningham     | Propietario de MOBS | 75        | 1995 - 2008                               | Muerto | hijo de Gordon y Angela                             |
| Lisa Williamson  | Dawn Cunningham    | -                   | 85        | 1995 - 1997                               | Muerta | hija de Gordon y Angela                             |
| Davinia Taylor   | Jude Cunningham    | -                   | 54        | 1996 - 1998                               | Viva   | hija de Gordon y Angela                             |
| Stephanie Waring | Cindy Cunningham   | Empresaria          | -         | 1996 - presente                           | Viva   | hija de Gordon y Angela, madre de Holly y Alfie     |
| Ben Hull         | Lewis Richardson   | Empresario          | 23        | 1995 - 2001                               | Vivo   | hijo de Helen y Dennis Richardson                   |
| Sarah Dunn       | Mandy Cunningham   | Gerente del Spa     | 257       | 1996-2006, 2007, 2008, 2010-2011          | Viva   | hija de Helen y Dennis, hermana de Lewis            |
| Danielle Calvert | Bethany Cunningham | -                   | -         | 2004                                      | Viva   | hija de Dawn y Jack Osborne                         |
| Amanda Clapham   | Holly Cunningham   | Estudiante          | -         | 1997-2002, 2004, 2008-2010, 2012-presente | Viva   | hija de Cindy y Lee Stanley, media hermana de Alfie |
| -                | Hilton Cunningham  | -                   | -         | 2014 - presente                           | Vivo   | hijo de Cindy y Paul Browning                       |
| Richard Linnell  | Alfie Nightingale  | -                   | -         | 2015 - presente                           | Vivo   | hijo de Cindy y Mac Nightingale                     |
| -                | Grace Cunningham   | -                   | -         | 2005 - 2006                               | Viva   | hija de Mandy y Tonny Hutchinson                    |
| -                | Ella Richardson    | -                   | -         | -                                         | Viva   | hija de Mandy                                       |
| -                | Cunningham-Lomax   | -                   | -         | -                                         | -      | hijo de Tom y Peri Lomaz                            |

### Los Fisher
| Actor           | Personaje             | Trabajo                 | N.º de Episodios | Duración          | Estado | Notas                                                    |
| --------------- | --------------------- | ----------------------- | ---------------- | ----------------- | ------ | -------------------------------------------------------- |
| Derek Halligan  | Eamon Fisher          | -                       | 4                | 2008              | Vivo   | padre de Malachy, Francis y Bernadette                   |
| Gemma Craven    | Erin Fisher           | -                       | 5                | 2008, 2009, 2010  | Viva   | esposa de Eamon, madre de Malachy, Francis y Bernaddette |
| Glen Wallace    | Malachy "Mal" Fisher  | Bartender               | 163              | 2007, 2008 - 2010 | Muerto | hijo de Eamon y Erin, hermano de Francis y Bernadette    |
| Gerard McCarthy | Francis "Kris" Fisher | Planificador de Eventos | 325              | 2006 - 2010       | Vivo   | hijo de Eamon y Erin, hermano de Malachy y Bernadette    |
| -               | Bernadette Fisher     | -                       | -                | -                 | -      | hija de Eamon y Erin, hermana de Malachy y Francis       |

### Los Hutchinson
| Actor                     | Personaje                   | Trabajo    | Episodios | Duración                       | Estado | Notas                                             |
| ------------------------- | --------------------------- | ---------- | --------- | ------------------------------ | ------ | ------------------------------------------------- |
| -                         | Brian Hutchinson            | -          | -         | -                              | -      | padre de Anthony y Brian                          |
| Fiona Mollison            | Victoria "Vicky" Hutchinson | -          | -         | 2000 - 2001, 2005              | Viva   | esposa de Brian, madre de Anthony                 |
| Nick Pickard              | Anthony "Tony" Hutchinson   | Empresario | -         | 1995 - presente                | Vivo   | padre de Harry, Grace, Anthony y Dee Dee          |
| John Pickard              | Dominic "Dom" Reilly        | -          | 181       | 2005 - 2010, 2013              | Vivo   | hijo de Brian, medio hermano de Anthony           |
| Parry Glasspool           | Harry Hutchinson            | -          | -         | 2007-2009, 2013, 2015-presente | Vivo   | hijo de Anthony Hutchinson y Tessie Thompson      |
| -                         | Grace Hutchinson            | -          | -         | 2005 - 2006                    | Muerta | hija de Anthony y Mandy Cunningham                |
| Caelan Cobbledick-Manning | Anthony Hutchinson Jr.      | -          | -         | 2013 - presente                | Vivo   | hijo de Tony y Diane O'Connor, hermano de Dee Dee |
| Lacey Findlow             | Diane "Dee Dee" Hutchinson  | -          | -         | 2013 - presente                | Viva   | hija de Tony y Diane O'Connor, hermana de Anthony |

### Los Valentine
| Actor             | Personaje                | Trabajo            | N.º de Episodios | Duración          | Estado | Notas                                              |
| ----------------- | ------------------------ | ------------------ | ---------------- | ----------------- | ------ | -------------------------------------------------- |
| Brian Bovell      | Leo Valentine            | Conserje           | 126              | 2006 - 2010       | Vivo   | padre de Calvin, Sonny, Danny, Sasha y Lauren      |
| Pauline Black     | Diane Valentine          | -                  | -                | 2006              | Muerta | hermana de Adelona, madre de Calvin, Sonny y Sasha |
| -                 | Adelona                  | -                  | -                | -                 | -      | hermana de Diane, tía de Calvin, Sonny y Sasha     |
| Ricky Whittle     | Calvin Valentine         | Gerente del Club   | 240              | 2006 - 2010, 2011 | Muerto | hermano de Sonny y Sasha, padre de Kathleen-Angel  |
| Aaron Fontaine    | Sonny Valentine          | Detective Sargento | 88               | 2006 - 2007, 2014 | Muerto | hermano de Calvin y Sasha                          |
| Nathalie Emmanuel | Sasha Valentine          | Camarera           | 191              | Viva              | -      | hermana de Calvin y Sonny                          |
| David Judge       | Daniel "Danny" Valentine | Técnico            | 54               | 2007 - 2008       | Vivo   | hijo de Leo y Valerie Holden                       |
| Dominique Jackson | Lauren Valentine         | Estudiante         | 222              | 2007 - 2010       | Viva   | hija de Leo y Valerie Holden                       |
| Nieve Grandison   | Kathleen-Angel McQueen   | -                  | 6                | 2010 - 2016       | Viva   | hija de Calvin y Theresa McQueen                   |

### Los Brady
| Actor             | Personaje             | Trabajo        | N.º de Episodios | Duración         | Estado | Notas                                              |
| ----------------- | --------------------- | -------------- | ---------------- | ---------------- | ------ | -------------------------------------------------- |
| -                 | Florence "Nana" Brady | -              | -                | -                | Muerta | abuela de Cheryl y Brendan                         |
| Fintan McKeown    | Seamus Brady          | -              | 25               | 2012 - 2013      | Muerto | padre de Cheryl y Brendan                          |
| Bronagh Waugh     | Cheryl Brady          | Camarera       | 360              | 2009 - 2013      | Viva   | media hermana de Brendan                           |
| Emmett J. Scanlan | Brendan Brady         | Dueño del Club | 340              | 2010 - 2013      | Vivo   | hermano de Cheryl, padre de Cheryl, Declan y Niamh |
| Rachel Doherty    | Eileen Brady          | -              | 7                | 2010, 2011, 2012 | Viva   | madre de Cheryl, Declan y Niamh, tía de Macca      |
| Jay Duffy         | Declan Brady          | Estudiante     | 27               | 2011, 2012       | Vivo   | hijo de Brendan y Eileen                           |
| Cian Mulhall      | Padraig "Paddy" Brady | Estudiante     | 1                | 2012             | Vivo   | hijo de Brendan y Eileen                           |
| -                 | Niamh Brady           | Estudiante     | -                | -                | Muerta | hija de Brendan y Eileen                           |

### Los Minniver
| Actor           | Personaje                 | Trabajo  | N.º de Episodios | Duración         | Estado | Notas                                                                     |
| --------------- | ------------------------- | -------- | ---------------- | ---------------- | ------ | ------------------------------------------------------------------------- |
| -               | Joan Blissett             | -        | -                | -                | Muerta | exesposa de Silas, media hermana de Trish                                 |
| Paula Wolfenden | Trish Minniver            | -        | 9                | 2010, 2011, 2012 | Viva   | madre de Mitzeee y Maxine, prima de Heidi Blissett                        |
| Rachel Shenton  | Anne "Mitzee" Minniver    | Modelo   | 230              | 2010 - 2013      | Viva   | hija de Trish, hermana de Maxine                                          |
| Nikki Sanderson | Maxine Minniver           | Camarera | -                | 2012 - presente  | Viva   | hija de Trish, hermana de Mitzee, madre de Minnie, esposa de Adam Donovan |
| -               | Phoenix Costello-Minniver | -        | -                | -                | Vivo   | hijo de Mitzeee y Riley Costello                                          |
| -               | Savage-Minniver           | -        | -                | -                | Muerto | hijo de Maxine y Dodger Savage                                            |
| Eva Rooney      | Minnie Minniver           | -        | -                | 2014 - presente  | Viva   | hija de Maxine y Patrick                                                  |

### Los Costello-Blissett
| Actor                | Personaje                 | Trabajo       | N.º de Episodios | Duración                | Estado | Notas                                                           |
| -------------------- | ------------------------- | ------------- | ---------------- | ----------------------- | ------ | --------------------------------------------------------------- |
| -                    | Nancy Blissett            | -             | -                | -                       | -      | madre de Silas                                                  |
| Jeff Rawle           | Silas Blissett            | Periodista    | 87               | 2010 - 2011, 2012, 2016 | Vivo   | padre de Heidi y Wendy                                          |
| Paul Opacic          | Carl Costello             | Empresario    | 132              | 2010 - 2011, 2012, 2013 | Vivo   | padre de Riley, Seth y Jason                                    |
| Kim Tiddy            | Heidi Blissett-Costello   | Empresaria    | 103              | 2010 - 2011             | Muerta | hija de Silas y Joan, madre de Riley, Seth y Jason              |
| -                    | Wendy Blissett            | -             | -                | -                       | -      | hija de Silas y Joan, hermana de Heidi                          |
| Scott Neal           | Trevor "Trev" Costello    | -             | -                | 2010                    | Vivo   | hermano de Carl                                                 |
| -                    | Tanya Costello            | -             | -                | -                       | -      | esposa de Trevor                                                |
| Rob Norbury          | Riley Costello            | Dueño del Pub | 225              | 2010 - 2012             | Muerto | hijo de Carl Costello y Heidi Blissett                          |
| Miles Higson         | Seth Costello             | Estudiante    | -                | 107                     | Vivo   | hijo de Carl Costello y Heidi Blissett                          |
| Victoria Atkin       | Jasmine "Jason" Costello  | Estudiante    | 134              | 2010 - 2011             | Viva   | hija de Carl Costello y Heidi Blissett, hermana de Seth y Riley |
| Helen Russell-Calrke | Jem Costello              | Camarera      | 71               | 2010                    | Viva   | hija de Carl, media hermana de Riley, Seth y Jasmine            |
| Jakob Chialton       | Bobby McQueen             | -             | -                | 2011 - 2012             | Vivo   | hijo de Riley y Mercedes McQueen                                |
| -                    | Phoenix Costello-Minniver | -             | -                | -                       | Vivo   | hijo de Riley y Mitzeee Minniver                                |

### Los Osborne
| Actor                | Personaje            | Trabajo    | N.º de Episodios | Duración                            | Estado | Notas                                                  |
| -------------------- | -------------------- | ---------- | ---------------- | ----------------------------------- | ------ | ------------------------------------------------------ |
| James McKenna        | Jack Osborne         | Gerente    | -                | 1996 - presente                     | Vivo   | padre de Darren, Ruth y Bethany                        |
| Clive Russell        | Billy Brody          | -          | 2                | 2016                                | Muerto | hermano de Jack y Kenneth, padre de Kerry              |
| Lynda Rooke          | Jill Patrick-Osborne | Camarera   | -                | 1997 - 2000                         | Muerta | exesposa de Jack                                       |
| -                    | Kenneth Osborne      | -          | -                | -                                   | -      | hermano de Jack y Billy, tío de Darren                 |
| Ashley Taylor Dawson | Darren Osborne       | -          | -                | 1996-1997, 1999-2000, 2003-presente | Vivo   | hijo de Jack y Sandy, padre de Francine, Jack y Oscar  |
| Terri Dwyer          | Ruth Osborne         | Periodista | 54               | 1996 - 1998, 2003, 2008             | Viva   | hija de Jack y Celia Andersen, media hermana de Darren |
| Danielle Calvert     | Bethany Cunningham   | -          | -                | 2004                                | Viva   | hija de Jack y Dawn Cunningham                         |
| Kerry Bennett        | Eva Falco            | Detective  | 25               | 2016 - 2017                         | Muerta | hija de Billy, sobrina de Jack y Kenneth               |
| -                    | Jack Osborne Jr.     | -          | -                | 2011                                | Vivo   | hijo de Darren y Suzanne Ashworth, hermano de Francine |
| -                    | Francine Osborne     | -          | -                | 2011                                | Viva   | hija de Darren y Suzanne Ashworth, hermana de Jack     |
| Noah Holdsworth      | Oscar Osborne        | -          | -                | 2012 - presente                     | Vivo   | hijo de Darren y Nancy, hermano de Jack y Francine     |
| Tiffany Mulheron     | Natalie Osborne      | Camarera   | 5                | 2003 - 2004                         | Viva   | hija de Kenneth y Amanda Osborne, hermana de Rachel    |
| Lucy Evans           | Rachel Osborne       | Camarera   | -                | 2004                                | Viva   | hija de Kenneth y Amanda Osborne, hermana de Natalie   |

### Los Roscoe
| Actor             | Personaje              | Trabajo    | Episodios | Duración                          | Estado | Notas                                                        |
| ----------------- | ---------------------- | ---------- | --------- | --------------------------------- | ------ | ------------------------------------------------------------ |
| -                 | Alan Roscoe            | -          | -         | -                                 | Muerto | padre de Joe, Freddie y David, adoptivo de Jason y Robbie    |
| Gillian Taylforth | Sandy Roscoe           | Enfermera  | 154       | 2013 - 2014                       | Viva   | madre de Joe, Darren, Freddie, David, Jason y Robbie         |
| Kim Taylforth     | Christine              | -          | 1         | 2017                              | Viva   | hermana de Sandy                                             |
| Ashley Dawson     | Darren Osborne         | -          | -         | 1996-1997,1999-2000,2003-presente | Vivo   | hijo de Sandy y Jack, padre de Francine, Jack y Oscar        |
| Ayden Callaghan   | Joe Roscoe             | Mecánico   | 313       | 2013 - 2016                       | Muerto | hijo de Sandy, hermano de Freddie, David, Jason y Robbie     |
| Fabrizio Santino  | David Roscoe           | Mecánico   | 102       | 2013 - 2015                       | Muerto | hijo de Sandy, hermano de Joe, Freddie, Jason y Robbie       |
| Charlie Clapham   | Freddie Roscoe         | Mecánico   | -         | 2013 - 2017                       | Vivo   | hijo de Sandy, hermano de Joe, David, Jason y Robbie         |
| Alfie Sykes       | Jason Roscoe           | Oficial    | 244       | 2013 - 2016                       | Vivo   | hijo de Sandy y Rick, hermano de Joe, Freddie, David, Robbie |
| Charlie Wernham   | Robbie Roscoe          | Estudiante | 260       | 2013 - 2016                       | Vivo   | hijo de Sandy y Rick, hermano de Joe, Freddie, David, Jason  |
| -                 | Jack Osborne Jr.       | -          | -         | 2011                              | Vivo   | hijo de Darren y Suzanne Ashworth, hermano de Francine       |
| -                 | Francine Osborne       | -          | -         | 2011                              | Viva   | hija de Darren y Suzanne Ashworth, hermana de Jack           |
| Noah Holdsworth   | Oscar Osborne          | -          | -         | 2012 - presente                   | Vivo   | hijo de Darren y Nancy Hayton, hermano de Jack y Francine    |
| -                 | Roscoe-Butterfield     | -          | -         | -                                 | Muerto | hijo de Joe y Lindsey Butterfield                            |
| -                 | Roscoe-Butterfield     | -          | -         | -                                 | Muerto | hijo de Joe y Lindsey Butterfield                            |
| -                 | Joseph "JJ" Roscoe Jnr | -          | -         | 2014 - 2017                       | Vivo   | hijo de Joe y Lindsey Butterfield                            |
| -                 | Gabriel McQueen        | -          | -         | -                                 | Muerto | hijo de Joe y Mercedes McQueen                               |
| -                 | Lexie Roscoe           | -          | -         | 2016 - 2017                       | Viva   | hija de Freddie y Lindsey Butterfield                        |

### Los Butterfield
| Actor            | Personaje                   | Trabajo | N.º de Episodios | Duración        | Estado | Notas                                          |
| ---------------- | --------------------------- | ------- | ---------------- | --------------- | ------ | ---------------------------------------------- |
| -                | Lance Butterfield           | -       | -                | -               | Vivo   | padre de Lindsey y Kim                         |
| -                | Mary Butterfield            | -       | -                | -               | Viva   | madre de Lindsey y Kim                         |
| Sophie Austin    | Lindsey Butterfield         | Doctora | 343              | 2013 - 2016     | Muerta | hermana de Kim y Kath, madre de JJ y Kimberley |
| Daisy Wood-Davis | Kimberley "Kim" Butterfield | -       | -                | 2014 - presente | Viva   | hermana de Lindsey y gemela de Kath            |
| Mikaela Newton   | Kath Butterfield            | -       | 7                | 2015 - 2016     | Viva   | hermana de Lindsey y gemela de Kim             |
| -                | Roscoe-Butterfield          | -       | -                | -               | Muerto | hijo de Lindsey y Joe Roscoe                   |
| -                | Roscoe-Butterfield          | -       | -                | -               | Muerto | hijo de Lindsey y Joe Roscoe                   |
| -                | Joseph "JJ" Roscoe Jnr      | -       | -                | 2014 - 2017     | Vivo   | hijo de Lindsey y Joe Roscoe                   |
| -                | Alexandra "Lexie" Roscoe    | -       | -                | 2016 - 2017     | Viva   | hija de Lindsey y Freddie Roscoe               |

### Los Savage
| Actor                    | Personaje       | Trabajo         | N.º de Episodios | Duración                 | Estado | Notas                                                     |
| ------------------------ | --------------- | --------------- | ---------------- | ------------------------ | ------ | --------------------------------------------------------- |
| David Kennedy            | Dirk Savage     | Vigilante       | -                | 2011 - presente          | Vivo   | padre de Will y Liberty, padre adoptivo de Dodger         |
| Andrew Greenough         | Charles Savage  | Doctor          | 85               | 2014 - 2015              | Muerto | hermano de Dirk, esposo de Norma, padre de Denise         |
| Saskia Wickham           | Anna Savage     | -               | 23               | 2013                     | Muerta | madre de Dodger, Sienna, Will y Liberty Savage            |
| Danny Mac                | Dodger Savage   | Gerente del Bar | 384              | 2011 - 2015              | Vivo   | hijo adoptivo de Dirk, hermano adoptivo de Will y Liberty |
| James Atherton           | Will Savage     | -               | 243              | 2011-2013, 2014-2015     | Muerto | hijo de Dirk, hermano de Dodger, Liberty y Sienna         |
| Abi Phillips             | Liberty Savage  | Cantante        | 95               | 2010 - 2013              | Viva   | hija de Dirk, hermana de Mark, Will y Sienna              |
| Joe Tracini              | Dennis Savage   | Desempleado     | 165              | 2011 - 2014              | Vivo   | hijo de Charles Savage, primo de Liberty, Dodger y Will   |
| Ben-Ryan Davies          | Nick Savage     | -               | 51               | 2016 - 2017              | Vivo   | sobrino de Dick y Charles                                 |
| -                        | Savage-Minniver | -               | -                | -                        | Muerto | hijo de Dodger y Maxine Minniver                          |
| Persephone Swales-Dawson | Nico Blake      | Estudiante      | 224              | 2014-2016, 2018-presente | Viva   | hija de Dodger y Sienna Blake                             |

### Los Blake (Familia Blake)
| Actor                    | Personaje       | Trabajo             | N.º de Episodios | Duración          | Estado | Notas                                              |
| ------------------------ | --------------- | ------------------- | ---------------- | ----------------- | ------ | -------------------------------------------------- |
| Jeremy Sheffield         | Patrick Blake   | Director de Escuela | 302              | 2012 - 2016       | Muerto | exesposo de Anna, padre de Dodger, Sienna y Minnie |
| Saskia Wickham           | Anna Savage     | -                   | 23               | 2013              | Muerta | madre de Dodger, Sienna, Will y Liberty Savage     |
| Danny Mac                | Dodger Savage   | Gerente del Bar     | 384              | 2011 - 2015       | Vivo   | hijo de Patrick, hermano de Sienna                 |
| Anna Passey              | Sienna Blake    | Camarera            | -                | 2012 - presente   | Viva   | hija de Patrick y Anna, hermana gemela de Dodger   |
| -                        | Savage-Minniver | -                   | -                | -                 | Muerto | hijo de Dodger y Maxine Minniver                   |
| Persephone Swales-Dawson | Nico Blake      | Estudiante          | 238              | 2014 - 2016, 2018 | Muerta | hija de Sienna y Dodger, madre de Victoria         |
| Oakley                   | Sebastian Blake | Bebé                | -                | 2017 - presente   | Vivo   | hijo de Sienna y Warren Fox                        |
| Lottie                   | Sophie Blake    | Bebé                | -                | 2017              | Viva   | hija de Sienna y Warren Fox                        |
| Eva Rooney               | Minnie Minniver | -                   | -                | 2014 - presente   | Viva   | hija de Maxine y Patrick                           |
| -                        | Victoria Blake  | -                   | -                | 2018 - presente   | Viva   | hija de Nico                                       |

### Los Campbell
| Actor          | Personaje                 | Trabajo               | N.º de Episodios | Duración              | Estado | Notas                             |
| -------------- | ------------------------- | --------------------- | ---------------- | --------------------- | ------ | --------------------------------- |
| Jenny Lee      | "Granny" Campbell         | -                     | -                | 2017, 2018 - presente | Viva   | abuela de Courtney                |
| -              | Phil Campbell             | -                     | -                | -                     | Muerto | padre de Lockie y Cameron         |
| -              | Charmaine Campbell        | -                     | -                | -                     | -      | madre de Lockie y Cameron         |
| -              | Fanny                     | -                     | -                | -                     | Viva   | tía de Cameron y Lachlan          |
| Cameron Jack   | Rotherford                | Vendedor de Drogas    | 1                | 2015                  | Vivo   | padrastro de Cameron y Lockie     |
| Cameron Moore  | Cameron Campbell          | -                     | 183              | 2014 - 2017           | Vivo   | hermano de Lachlan, padre de Peri |
| Nick Rhys      | Lachlan "Lockie" Campbell | Dueño del Restaurante | 96               | 2014 - 2016           | Muerto | hermano de Cameron, tío de Peri   |
| Amy Conachan   | Courtney Campbell         | -                     | -                | 2016 - presente       | Viva   | prima de Cameron y Lockie         |
| Ruby O'Donnell | Peri Lomax                | -                     | -                | 2013 - presente       | Viva   | hija de Cameron y Leela Lomax     |
| -              | Steph Cunningham-Lomax    | -                     | -                | 2015 - presente       | Viva   | hija de Peri y Tom Cunningham     |
| -              | Iona Campbell             | -                     | -                | 2017 - presente       | Viva   | hija de Courtney y Liam Donova    |

### Los Bradley
| Actor           | Personaje      | Trabajo  | N.º de Episodios | Duración    | Estado | Notas                                          |
| --------------- | -------------- | -------- | ---------------- | ----------- | ------ | ---------------------------------------------- |
| Ben Richards    | Ben Bradley    | Sargento | 96               | 2015 - 2016 | Vivo   | padre de Ryan, Taylor y Carly                  |
| Kirsty Mitchell | Sadie Bradley  | -        | 2                | 2015        | Viva   | exesposa de Ben, madre de Carly, Ryan y Taylor |
| -               | Ryan Bradley   | -        | -                | -           | Vivo   | hijo de Ben y Sadie, hermano de Taylor y Carly |
| -               | Taylor Bradley | -        | -                | -           | Vivo   | hijo de Ben y Sadie, hermano de Ryan y Carly   |
| Sophie Wise     | Carly Bradley  | -        | -                | 2015        | Muerta | hija de Ben y Sadie, hermana de Ryan y Taylor  |

### Los Nightingale
| Actor            | Personaje                   | Trabajo           | Episodios | Duración                 | Estado | Notas                                                       |
| ---------------- | --------------------------- | ----------------- | --------- | ------------------------ | ------ | ----------------------------------------------------------- |
| -                | Violet Nightingale          | -                 | -         | -                        | -      | tía de Mac                                                  |
| David Easter     | Mackenzie "Mac" Nightingale | Dueño del Pub     | -         | 2015-2017, 2018-presente | Vivo   | padre de Nathan, James Ellie y Alfie                        |
| Lysette Anthony  | Marnie Nightingale          | Diseñadora        | -         | 2016 - presente          | Viva   | madre de Nathan, James y Ellie, madre adoptiva de Alfie     |
| Gregory Finnegan | James Nightingale           | Abogado           | -         | 2016 - presente          | Vivo   | hijo de Mac, hermano de Nathan y Ellie, padre de Romeo      |
| Jared Garfield   | Nathan Nightingale          | Dueño del Pub     | 124       | 2015 - 2017              | Muerto | hijo de Mac, hermano de James y Ellie                       |
| Sophie Porley    | Eleanor "Ellie" Nightingale | Gerente del Salón | -         | 2015 - presente          | Viva   | hija de Mac, hermana de James y Nathan                      |
| Richard Linnell  | Alfie Nightingale           | Estudiante        | -         | 2015 - presente          | Vivo   | hijo de Mac y Cindy, medio hermano de James, Nathan y Ellie |
| Owen Warner      | Romeo Quinn                 | -                 | -         | 2018 - presente          | Vivo   | hijo de James y Donna-Marie                                 |

### Los Maxwell-Brown
| Actor           | Personaje                     | Trabajo | Episodios | Duración        | Estado | Notas                                                                    |
| --------------- | ----------------------------- | ------- | --------- | --------------- | ------ | ------------------------------------------------------------------------ |
| -               | Jonathan Maxwell-Brown        | -       | -         | -               | -      | padre de Marinie, exesposo de Tabby                                      |
| Linda Gray      | Tabitha "Tabby" Maxwell-Brown | -       | 4         | 2016 - 2017     | Viva   | madre de Marinie                                                         |
| Lysette Anthony | Marnie Nightingale            | -       | -         | 2016 - presente | Viva   | exesposa de Mac, madre de Nathan, James y Ellie, madre adoptiva de Alfie |

### Los Andersen
| Actor          | Personaje        | Trabajo    | N.º de Episodios | Duración                | Estado | Notas                                                  |
| -------------- | ---------------- | ---------- | ---------------- | ----------------------- | ------ | ------------------------------------------------------ |
| -              | Berth Andersen   | -          | -                | -                       | -      | esposo de Beryl, padre de Celia y Greg                 |
| -              | Beryl Andersen   | -          | -                | -                       | -      | esposa de Beryl, madre de Celia y Greg                 |
| Carol Noakes   | Celia Andersen   | -          | 8                | 1996 - 1997             | Viva   | hija de Bert y Beryl, madre de Ruth Osborne            |
| Terri Dwyer    | Ruth Osborne     | Periodista | 54               | 1996 - 1998, 2003, 2008 | Viva   | hija de Jack y Celia Andersen, media hermana de Darren |
| Alvin Stardust | Greg Andersen    | Casero     | 3                | 1995                    | Vivo   | esposo de Jane, padre de Natasha y Sarah               |
| Sally Faulkner | Jane Andersen    | Casera     | 2                | 1996                    | Viva   | esposa de Greg, madre de Natasha y Sarah Andersen      |
| Shebah Ronay   | Natasha Andersen | Camarera   | 5                | 1995 - 1996             | Muerta | hija de Greg y Jane, hermana de Sarah                  |
| Anna Martland  | Sarah Andersen   | Camarera   | 3                | 1995                    | Viva   | hija de Greg y Jane, hermana de Natasha                |

### Los Barnes
| Actor                 | Personaje                | Trabajo    | Episodios | Duración                             | Estado | Notas                                               |
| --------------------- | ------------------------ | ---------- | --------- | ------------------------------------ | ------ | --------------------------------------------------- |
| Tony Hirst            | Michael "Mike" Barnes    | -          | 131       | 2006 - 2010, 2016, 2017              | Vivo   | padre de Amy y Sarah                                |
| Sarah Jane Buckley    | Katherine "Kathy" Barnes | Maestra    | 14        | 2005 - 2008, 2017                    | Viva   | exesposa de Mike, madre de Amy y Sarah              |
| Ashley Slanina-Davies | Amy Barnes               | -          | 329       | 2005 - 2012, 2013, 2014, 2016 - 2017 | Muerta | hija de Mike y Kathy, madre de Leah y Lucas         |
| Loui Batley           | Sarah Barnes             | Estudiante | 144       | 2005 - 2009                          | Muerta | hija de Mike y Kathy, hermana de Amy                |
| Ela-May Demircan      | Leah Barnes              | -          | -         | 2007 - presente                      | Viva   | hija de Amy y Billy, media hermana de Lucas         |
| William Hall          | Lucas Hay-Barnes         | -          | -         | 2009 - presente                      | Vivo   | hijo de Amy Barnes y Ste Hay, medio hermano de Leah |

### Los Nolan
| Actor           | Personaje    | Trabajo   | N.º de Episodios | Duración          | Estado | Notas                                              |
| --------------- | ------------ | --------- | ---------------- | ----------------- | ------ | -------------------------------------------------- |
| Karen Hassan    | Lynsey Nolan | Enfermera | 160              | 2010 - 2012, 2013 | Muerta | hermana de Eoghan, fue asesinada por Paul Browning |
| Alan Turkington | Eoghan Nolan | -         | 4                | 2012              | Vivo   | hermano de Lynsey                                  |

### Los Browning
| Actor           | Personaje         | Trabajo | N.º de Episodios | Duración        | Estado | Notas                                                             |
| --------------- | ----------------- | ------- | ---------------- | --------------- | ------ | ----------------------------------------------------------------- |
| Joseph Thompson | Paul Browning     | Doctor  | 139              | 2012 - 2013     | Muerto | padre de Alex                                                     |
| -               | Helen Browning    | -       | -                | -               | Viva   | exesposa de Paul                                                  |
| Ojan Genc       | Alex Browning     | -       | 7                | 2014            | Vivo   | hijo de Paul, medio hermano de Hilton                             |
| -               | Hilton Cunningham | -       | -                | 2014 - presente | Vivo   | hijo de Paul y Cindy Cuningham, medio hermano de Holly Cunningham |

### Los Black-Donovan
| Actor          | Personaje      | Trabajo        | No. de Episodios | Duración                | Estado | Notas                                                                     |
| -------------- | -------------- | -------------- | ---------------- | ----------------------- | ------ | ------------------------------------------------------------------------- |
| Jesse Birdsall | Fraser Black   | -              | 106              | 2013 - 2014             | Muerto | padre de Clare, Grace y Rose                                              |
| Lisa Maxwell   | Tracey Donovan | -              | 24               | 2016 - 2017             | Muerta | ex-esposa de Fraser, madre de Grace, Adam, Liam y Jesse                   |
| Neil Roberts   | Glenn Donovan  | -              | -                | 2017 - presente         | -      | padre de Adam, Liam, Jesse Donovan y Toby Wilde                           |
| Gemma Bissix   | Clare Devine   | Dueña del Club | 26               | 2005 - 2007, 2009, 2013 | Muerta | hija de Fraser, hermana de Grace y media hermana de Rose                  |
| Tamara Wall    | Grace Black    | -              | -                | 2013 - presente         | Viva   | hija de Fraser y Tracey, hermana de Clare y media hermana de Rose         |
| Jimmy Essex    | Adam Donovan   | -              | 158              | 2016 - 2018             | Muerto | hijo de Michael y Tracey, hermano de Liam y Jesse, medio hermano de Grace |
| Maxim Baldry   | Liam Donovan   | -              | 80               | 2016 - 2017             | Vivo   | hijo de Michael y Tracey, hermano de Adam y Jesse, medio hermano de Grace |
| Luke Jerdy     | Jesse Donovan  | -              | -                | 2016 - presente         | Vivo   | hijo de Michael y Tracey, hermano de Adam y Liam, medio hermano de Grace  |
| Isla Pritchard | Rose Lomax     | -              | -                | 2013 - presente         | Viva   | hija de Fraser y Tegan Lomax, media hermana de Clare y Grace              |
| -              | Royle-Black    | -              | -                | -                       | Muerto | hijo de Clare y Trevor Royle                                              |
| -              | Royle-Black    | -              | -                | -                       | Muerto | hijo de Grace y Trevor Royle                                              |
| -              | Curtis Royle   | -              | -                | 2015 - presente         | Vivo   | hijo de Grace y Trevor Royle                                              |
| -              | Toby Wilde     | -              | 43               | 2017 - 2018             | Vivo   | hijo de Glenn Donovan y Darcy Wilde                                       |
| -              | Iona Campbell  | -              | -                | 2017 - presente         | Viva   | hija de Liam y Courtney Campbell                                          |

### Los Royle
| Actor          | Personaje            | Trabajo    | N.º de Episodios | Duración        | Estado | Notas                                   |
| -------------- | -------------------- | ---------- | ---------------- | --------------- | ------ | --------------------------------------- |
| -              | Sidney "Sid" Royle   | -          | -                | -               | Muerto | padre de Trevor, abuelo de Dylan        |
| Greg Wood      | Trevor Royle         | -          | 307              | 2013 - 2016     | Muerto | hijo de Sidney, padre de Dylan y Curtis |
| James Fletcher | Dylan Thomas Jenkins | Estudiante | 62               | 2014 - 2015     | Vivo   | hijo de Trevor Royle y Val Jenkins      |
| -              | Royle-Black          | -          | -                | -               | Muerto | hijo de Trevor y Clare Devine           |
| -              | Royle-Black          | -          | -                | -               | Muerto | hijo de Trevor y Grace Black            |
| -              | Curtis Royle         | -          | -                | 2015 - presente | Vivo   | hijo de Trevor y Grace Black            |

### Los Kane
| Actor          | Personaje           | Trabajo              | N.º de Episodios | Duración    | Estado | Notas                                     |
| -------------- | ------------------- | -------------------- | ---------------- | ----------- | ------ | ----------------------------------------- |
| Carli Norris   | Martha Kane         | Asistene de Florería | 80               | 2012 - 2013 | Viva   | madre de Ash, Callum y Lacey              |
| Holly Weston   | Ashleigh "Ash" Kane | Camarera             | 175              | 2011 - 2013 | Muerta | hija de Martha, hermana de Callum y Lacey |
| Laurie Duncan  | Callum Kane         | Estudiante           | 139              | 2011 - 2013 | Muerto | hijo de Martha, hermano de Ash y Lacey    |
| Georgia Bourke | Lacey Kane          | Estudiante           | 64               | 2012        | Viva   | hija de Martha, hermana de Callum y Lacey |

### Los Ramsey
| Actor               | Personaje        | Trabajo    | N.º de Episodios | Duración                 | Estado | Notas                                      |
| ------------------- | ---------------- | ---------- | ---------------- | ------------------------ | ------ | ------------------------------------------ |
| Kelly Marie Stewart | Hayley Ramsey    | Estudiante | 60               | 2009 - 2010              | Viva   | hermana de Caleb y Zak, madre de Caleb Jr. |
| Michael Ryan        | Caleb Ramsey     | Soldado    | 11               | 2009                     | Muerto | hermano de Hayley y Zak                    |
| Kent Riley          | Zak Ramsey       | Estudiante | 207              | 2004 - 2005, 2006 - 2010 | Vivo   | hermano de Hayley y Caleb                  |
| -                   | Caleb Ramsey Jr. | -          | -                | -                        | Vivo   | hijo de Hayley                             |

### Los O'Connor
| Actor                     | Personaje              | Trabajo           | Episodios | Duración                         | Estado | Notas                                        |
| ------------------------- | ---------------------- | ----------------- | --------- | -------------------------------- | ------ | -------------------------------------------- |
| -                         | Rob O'Connor           | -                 | -         | -                                | Vivo   | padre de Sinead, exesposo de Diane           |
| Alexandra Fletcher        | Diane O'Connor         | Consejera Escolar | -         | 2010 - presente                  | Viva   | exesposa de Rob, madre de Anthony y Dee Dee  |
| Stephanie Davis           | Sinead O'Connor        | Camarera          | 480       | 2010 - 2016                      | Viva   | hija de Rob y Morag, madre de Kathy y Hannah |
| Keith Rice                | Finn O'Connor          | Estudiante        | 101       | 2010-2011, 2013-2014, 2015, 2017 | Vivo   | hijo de Rob y Morag, hermano de Sinead       |
| -                         | Olivia O'Conor         | -                 | -         | -                                | Viva   | hija de Rob, media hermana de Sinead y Finn  |
| -                         | Kathy O'Connor         | -                 | -         | 2013 - 2014                      | Muerta | hija de Sinead y Rhys Ashworth               |
| Caelan Cobbledick-Manning | Anthony Hutchinson Jr. | -                 | -         | 2013 - presente                  | Vivo   | hijo de Diane y Tony Hutchinson              |
| Lacey Findlow             | Dee Dee Hutchinson     | -                 | -         | 2013 - presente                  | Viva   | hija de Diane y Tony Hutchinson              |
| -                         | Hannah Hay-O'Connor    | -                 | -         | 2015                             | Viva   | hija de Sinead y Ste Hay                     |

### Los Hay-Lomax
| Actor               | Personaje              | Trabajo               | Episodios | Duración         | Estado | Notas                                                             |
| ------------------- | ---------------------- | --------------------- | --------- | ---------------- | ------ | ----------------------------------------------------------------- |
| Stephen Billington  | Danny Lomax            | Maestro de Drama      | 96        | 2013 - 2014      | Muerto | padre de Steven, padre de Ste, Leela y Tegan, abuelo de Peri      |
| Lizzie Roper        | Sam Lacey-Lomax        | Policía               | 111       | 2013 - 2014      | Muerta | madre de Leela y Tegan, abuela de Peri                            |
| -                   | Susan Lacey            | -                     | -         | -                | -      | hermana de Sam, madre de Angela                                   |
| Julie Hogarth       | Pauline Hay            | -                     | 6         | 2008, 2009, 2013 | Muerta | hermana de Clare, madre de Steven, Lucas y Tessa, esposa de Terry |
| -                   | Clare                  | -                     | -         | -                | -      | hermana de Pauline                                                |
| Conor Ryan          | Terry Hay              | -                     | -         | 2007, 2008       | Vivo   | esposo de Pauline, padrastro de Steven                            |
| -                   | Angela Hay             | -                     | -         | -                | -      | hija de Pauline, hermana de Ste                                   |
| Kieron Richardson   | Steven "Ste" Hay       | Copropietario de Deli | -         | 2006 - presente  | Vivo   | hijo de Danny y Pauline Hay, padre de Lucas Jr. y Hannah          |
| Kirsty-Leigh Porter | Leela Lomax            | -                     | -         | 2013 - presente  | Viva   | hija de Danny y Sam Lomax, media hermana de Ste                   |
| Jessica Ellis       | Tegan Lomax            | -                     | -         | 2013 - presente  | Viva   | hija de Danny y Sam Lomax, media hermana de Ste, madre de Rose    |
| Adele Silva         | Angela Lacey-Brown     | -                     | 7         | 2015             | Viva   | hija de Susan, prima de Leela y Tegan, esposa de Mark Brown       |
| Ruby O'Donnell      | Peri Lomax             | -                     | -         | 2013 - presente  | Viva   | hija de Leela y Cameron Campbell, sobrina de Ste y Tegan          |
| Beau Bell           | Daniel Lomax           | -                     | -         | 2016 - presente  | Vivo   | hijo de Leela y Louis Loveday                                     |
| -                   | Tessa Hay              | -                     | -         | -                | -      | hija de Pauline                                                   |
| Reuben Thwaites     | Lucas Hay Jr.          | -                     | 20        | 2009 - presente  | Vivo   | hijo de Ste y Amy Barnes                                          |
| -                   | Rose Lomax             | -                     | -         | 2013 - presente  | Viva   | hija de Tegan y Fraser Black                                      |
| -                   | Hannah Hay             | -                     | -         | 2015             | Viva   | hija de Ste y Sinead O'Connor, media hermana de Lucas y Kathy     |
| -                   | Steph Cunningham-Lomax | -                     | -         | 2015 - presente  | Viva   | hijo de Peri y Tom Cunningham                                     |
| -                   | Lomax-Savage           | -                     | -         | -                | -      | hijo de Tegan y Nick Savage                                       |

### Los Loveday
| Actor                | Personaje              | Trabajo                   | No. de Episodios | Duración              | Estado | Notas                                    |
| -------------------- | ---------------------- | ------------------------- | ---------------- | --------------------- | ------ | ---------------------------------------- |
| Karl Collins         | Louise Loveday         | Director                  | -                | 2015 - presente       | Vivo   | esposo de Simone, padre de Zack y Lisa   |
| Jacqueline Boatswain | Simone Loveday         | Gerente del "Price Slice" | -                | 2015 - presente       | Viva   | esposa de Louise, madre de Zack y Lisa   |
| -                    | Gloria                 | -                         | -                | -                     | -      | madre de Simone                          |
| -                    | Melanie                | -                         | -                | -                     | -      | hermana de Simone                        |
| Duayne Boachie       | Zachary "Zack" Loveday | Estudiante                | -                | 2015 - presente       | Vivo   | hijo de Louise y Simone, hermano de Lisa |
| Rachel Adedeji       | Lisa Loveday           | -                         | -                | 2015, 2016 - presente | -      | hija de Louise y Simone, hermana de Zack |
| Beau Bell            | Daniel Lomax           | -                         | -                | 2016 - presente       | Vivo   | hijo de Louis y Leela Lomax              |
| -                    | Loveday                | -                         | -                | -                     | Muerto | hermano de Zac y Lisa                    |

### Los Walker
| Actor       | Personaje    | Trabajo    | No. de Episodios | Duración   | Estado | Notas            |
| ----------- | ------------ | ---------- | ---------------- | ---------- | ------ | ---------------- |
| Neil Newbon | Simon Walker | ex-Oficial | 62               | 2012, 2013 | Muerto | hermano de Cam   |
| Sam Hagan   | Cam Walker   | -          | 5                | 2012       | Muerto | hermano de Simon |
| -           | Alice Walker | -          | -                | -          | Viva   | esposa de Simon  |

### Los Drinkwell
| Actor              | Personaje                | Trabajo    | No. de Episodios | Duración        | Estado | Notas                                            |
| ------------------ | ------------------------ | ---------- | ---------------- | --------------- | ------ | ------------------------------------------------ |
| Alexandra Fletcher | Diane Drinkwell-O'Connor | -          | -                | 2010 - presente | Viva   | tía de Scott y Lily                              |
| Amy Robbins        | Lynette Drinkwell        | -          | 2                | 2017            | Viva   | hermana de Diane, madre de Scott                 |
| -                  | Babs Drinkwell           | -          | -                | -               | -      | hermana de Diane, madre de Lily                  |
| Ross Adams         | Scott Drinkwell          | -          | -                | 2015 - presente | Vivo   | hijo de Lynette, sobrino de Diane, primo de Lily |
| Lauren McQueen     | Lily Drinkwell           | Estudiante | -                | 2017 - presente | Viva   | hija de Babs, sobrina de Diane                   |

### Los Gilmore
| Actor        | Personaje              | Trabajo         | No. de Episodios | Duración    | Estado | Notas           |
| ------------ | ---------------------- | --------------- | ---------------- | ----------- | ------ | --------------- |
| Amy Downham  | Jennifer "Jen" Gilmore | Maestra de Arte | 50               | 2012 - 2013 | Viva   | hermana de Liam |
| James Farrar | Liam Gilmore           | Barman          | 23               | 2012 - 2013 | Vivo   | hermano de Jen  |

### Los Button
| Actor        | Personaje     | Trabajo    | No. de Episodios | Duración                | Estado | Notas             |
| ------------ | ------------- | ---------- | ---------------- | ----------------------- | ------ | ----------------- |
| Anna Shaffer | Ruby Button   | Estudiante | 242              | 2011 - 2014, 2017, 2018 | Viva   | hermana de Duncan |
| Dean Aspen   | Duncan Button | Estudiante | 124              | 2009 - 2011             | Vivo   | hermano de Ruby   |

### Los Hayton
| Actor           | Personaje              | Trabajo    | No. de Episodios | Duración          | Estado | Notas                                                          |
| --------------- | ---------------------- | ---------- | ---------------- | ----------------- | ------ | -------------------------------------------------------------- |
| Kevin McGowan   | Charles Hayton         | -          | -                | 2005 - 2006       | Muerto | padre de Nancy y Becca                                         |
| Darryl Fishwick | Margaret Hayton        | -          | 9                | 2005 - 2007, 2012 | Viva   | madre de Nancy y Becca                                         |
| Ali Bastian     | Rebecca "Becca" Hayton | Maestra    | 6                | 2001 - 2007       | Muerta | hija de Charles y Margaret, hermana de Nancy, madre de Charlie |
| Jessica Fox     | Nancy Hayton           | Periodista | -                | 2005 - presente   | Viva   | hija de Charles y Margaret, hermana de Becca, madre de Oscar   |
| Charlie Behan   | Charlie Dean           | -          | -                | 2006 - presente   | Vivo   | hijo de Rebecca Hayton y Justin Burton                         |
| -               | Oscar Osborne          | -          | -                | 2012 - presente   | Vivo   | hijo de Nancy y Darren Osborne                                 |

### Los Maalik
| Actor          | Personaje      | Trabajo           | No. de Episodios | Duración        | Estado | Notas                                                      |
| -------------- | -------------- | ----------------- | ---------------- | --------------- | ------ | ---------------------------------------------------------- |
| Anu Hasan      | Kameela Maalik | -                 | 1                | 2018            | Viva   | hermana de Misbah                                          |
| Harvey Virdi   | Misbah Maalik  | Doctora           | -                | 2017 - presente | Viva   | madre de Imran, Yasmine y Farrah, madrastra de Sami Maalik |
| -              | Kashif Maalik  | -                 | -                | -               | -      | padre de Imran, Yasmine, Farrah y Sami                     |
| Ijaz Rana      | Imran Maalik   | -                 | -                | 2017 - presente | Vivo   | hijo de Kashif y Misbah                                    |
| Krupa Pattani  | Farrah Maalik  | Psicóloga Clínica | -                | 2017 - presente | Viva   | hija de Kashif y Misbah                                    |
| Haiesha Mistry | Yasmine Maalik | Estudiante        | -                | 2017 - presente | Viva   | hija de Kashif y Misbah                                    |
| Rishi Nair     | Sami Maalik    | Abogado           | -                | 2017 - presente | Viva   | hijo de Kashif                                             |

### Los Hunter
| Actor                | Personaje              | Trabajo                          | No. de Episodios | Duración                 | Estado | Notas                                             |
| -------------------- | ---------------------- | -------------------------------- | ---------------- | ------------------------ | ------ | ------------------------------------------------- |
| John Graham-Davies   | Leslie "Les" Hunter    | -                                | 11               | 2001 - 2005              | Vivo   | padre de Ellie, Dan, Lee y Lisa                   |
| Katherine Dow Blyton | Sally Hunter           | -                                | -                | 2001 - 2005              | Viva   | esposa de Les, madre de Dan, Ellie, Lisa y Lee    |
| Andrew McNair        | Daniel "Dan" Hunter    | -                                | -                | 2001 - 2004              | Muerto | hijo de Les y Sally, hermano de Lee, Ellie y Lisa |
| Sarah Baxendale      | Eleanor "Ellie" Hunter | -                                | -                | 2002 - 2005              | Viva   | hija de Les y Sally, hermana de Dan, Lee y Lisa   |
| Gemma Atkinson       | Lisa Hunter            | Modelo                           | 110              | 2001 - 2005, 2006        | Viva   | hija de Les y Sally, hermana de Dan, Lee y Ellie  |
| Alex Carter          | Lee Hunter             | Consultor de Relaciones Públicas | 112              | 2001 - 2005, 2010 - 2011 | Vivo   | hijo de Les y Sally, hermano de Dan, Ellie y Lisa |

### Los Dean
| Actor          | Personaje       | Trabajo        | No. de Episodios | Duración                 | Estado | Notas                                                                   |
| -------------- | --------------- | -------------- | ---------------- | ------------------------ | ------ | ----------------------------------------------------------------------- |
| Colin Wells    | Johnno Dean     | Gerente        | -                | 2002 - 2005              | Vivo   | esposo de Michelle, padre de Jake, Craig, Presley, Debbie y Steph       |
| Helen Pearson  | Frankie Osborne | Camarera       | 544              | 2002 - 2017              | Muerta | ex-esposa de Johnno, madre de Jake, Craig, Brian, Debbie y Steph        |
| -              | Michelle Dean   | Estudiante     | -                | 2004 - 2005              | Viva   | segunda esposa de Johnno, madre de Presley                              |
| -              | Brian Bloom     | -              | -                | -                        | -      | padre de Esther, medio hermano de Jake, Craig, Debbie y Steph           |
| Kevin Sacre    | Jake Dean       | -              | 138              | 2002 - 2008, 2009 - 2010 | Vivo   | hijo de Johnno Dean y Frankie Osborne                                   |
| Guy Burnet     | Craig Dean      | Estudiante     | 15               | 2002 - 2007, 2008        | Vivo   | hijo de Johnno Dean y Frankie Osborne                                   |
| Jodi Albert    | Debbie Dean     | -              | -                | 2002 - 2005, 2006        | Viva   | hija de Johnno Dean y Frankie Osborne                                   |
| Carley Stenson | Steph Dean      | -              | 275              | 2000 - 2010, 2011        | Muerta | hija de Johnno Dean y Frankie Osborne                                   |
| -              | Presley Dean    | -              | -                | 2005                     | Vivo   | hijo de Johnno y Michelle, medio hermano de Jake, Craig, Steph y Debbie |
| Jazmine Franks | Esther Bloom    | Dueña del Café | 467              | 2011 - 2018              | Viva   | hija de Brian Bloom                                                     |

### Los Martinez
| Actor            | Personaje                                      | Trabajo                  | No. de Episodios | Duración    | Estado | Notas              |
| ---------------- | ---------------------------------------------- | ------------------------ | ---------------- | ----------- | ------ | ------------------ |
| Jacey Salles     | Juanita Salvador Martinez Hernandez De La Cruz | -                        | 6                | 2016        | Viva   | madre de Diego     |
| -                | Starling Carlos Gonzalez De La Cruz            | -                        | -                | -           | -      | hermano de Juanita |
| Juan Pablo Yepez | Diego Salvador Martinez Hernandez De La Cruz   | Barman                   | 64               | 2015 - 2017 | Vivo   | hijo de Juanita    |
| Éva Magyar       | Cassandra Evans                                | -                        | 2                | 2016        | Viva   | exesposa de Diego  |
| Fernanda Diniz   | Maria                                          | Contrabandista de Drogas | 6                | 2016        | Viva   | exesposa de Diego  |

### Los Thorpe
| Actor          | Personaje     | Trabajo                      | N.º de Episodios | Duración    | Estado | Notas                        |
| -------------- | ------------- | ---------------------------- | ---------------- | ----------- | ------ | ---------------------------- |
| James Bradshaw | Geoff Thorpe  | Detective Sargento           | 75               | 2014 - 2018 | Muerto | tío de Ryan                  |
| -              | Doreen Thorpe | -                            | -                | -           | -      | esposa de Geoff, tía de Ryan |
| Duncan James   | Ryan Knight   | Detective Sargento / Asesino | 134              | 2016 - 2018 | Muerto | sobrino de Geoff y Doreen    |

### Los Carter
| Actor                  | Personaje             | Trabajo       | N.º de Episodios | Duración    | Estado | Notas                                  |
| ---------------------- | --------------------- | ------------- | ---------------- | ----------- | ------ | -------------------------------------- |
| Todd Boyce             | Herb Carter           | -             | 11               | 2012        | Vivo   | padre de Doug y Brad                   |
| Julia Montgomery-Brown | Connie Carter         | -             | 11               | 2012, 2013  | Viva   | madre de Doug y Brad                   |
| PJ Brennan             | Douglas "Doug" Carter | Dueño de Deli | 259              | 2010 - 2013 | Muerto | hijo de Herb y Connie, hermano de Brad |
| -                      | Brad Carter           | -             | -                | -           | Vivo   | hijo de Herb y Connie, hermano de Doug |
| -                      | Aspen Carter          | -             | -                | -           | Vivo   | primo de Doug y Brad                   |

### Los Morrison
| Actor             | Personaje                 | Trabajo    | N.º de Episodios | Duración    | Estado | Notas                           |
| ----------------- | ------------------------- | ---------- | ---------------- | ----------- | ------ | ------------------------------- |
| Dominic Rickhards | Ed Morrison               | -          | 7                | 2012        | Vivo   | padre de Maddie                 |
| Helen Grace       | Elizabeth Morrison        | -          | 4                | 2012        | Viva   | madre de Maddie, exesposa de Ed |
| Scarlett Bowman   | Madison "Maddie" Morrison | Estudiante | 116              | 2011 - 2012 | Muerta | hija de Ed y Elizabeth          |

### Los Harper-McBride
| Actor              | Personaje             | Trabajo    | N.º de Episodios | Duración    | Estado | Notas                                 |
| ------------------ | --------------------- | ---------- | ---------------- | ----------- | ------ | ------------------------------------- |
| Edward Peel        | Angus Harper-McBride  | -          | -                | 2012        | Vivo   | padre de Barney, esposo de Judith     |
| Caroline Langrishe | Judith Harper-McBride | -          | -                | 2012        | Viva   | madre de Barney, esposa de Angus      |
| Tom Scurr          | Barney Harper-McBride | Estudiante | 90               | 2011 - 2013 | Vivo   | hijo de Angus y Judith Harper-McBride |

### Los Palmer
| Actor             | Personaje                    | Trabajo    | N.º de Episodios | Duración    | Estado | Notas                              |
| ----------------- | ---------------------------- | ---------- | ---------------- | ----------- | ------ | ---------------------------------- |
| Jonty Stephens    | Geoff Palmer                 | -          | 1                | 2012        | Vivo   | esposo de Annette, padre de Andrew |
| Heather Bleasdale | Annette Palmer               | -          | 2                | 2012        | Viva   | esposa de Geoff, madre de Andrew   |
| Steven Roberts    | George "Andrew Palmer" Smith | Estudiante | 211              | 2011 - 2014 | Vivo   | hijo de Geoff y Annette Palmer     |

### Los Evans
| Actor          | Personaje             | Trabajo    | N.º de Episodios | Duración    | Estado | Notas          |
| -------------- | --------------------- | ---------- | ---------------- | ----------- | ------ | -------------- |
| William Ilkley | Kevin Evans           | -          | 1                | 2012        | Vivo   | padre de Tilly |
| Lucy Dixon     | Matilda "Tilly" Evans | Estudiante | 144              | 2011 - 2014 | Viva   | hija de Kevin  |